# AQR Capital Management
AQR Capital Management (abbreviazione di "Applied Quantitative Research") è una società di gestione degli investimenti globale con sede a Greenwich, Connecticut, Stati Uniti. Fondata nel 1998 da ex dirigenti di Goldman Sachs: Cliff Asness, David Kabiller, John Liew e Robert Krail. Il fondo, che nel 2023 gestiva un patrimonio (AUM) di 99 miliardi di dollari, offre una varietà di veicoli di investimento alternativi e tradizionali basati su criteri quantitativi sia a clienti istituzionali che a consulenti finanziari. AQR ha uffici aggiuntivi a Boston, Chicago, Los Angeles, Bangalore, Hong Kong, Londra, Sydney e Tokyo

## Storia
Tre dei fondatori di AQR – Cliff Asness, Robert Krail e John Liew – si incontrarono nel programma di dottorato dell’Università di Chicago, dove presero forma le fondamenta della filosofia di investimento dell’azienda.
Mentre lavorava ancora alla sua tesi, incentrata su momentum e valore, Asness entrò a far parte di Goldman Sachs, dove gli fu chiesto di guidare un nuovo team di ricerca quantitativa all'interno della divisione di gestione patrimoniale dell'azienda. Liew e Krail si unirono a lui e il nuovo team applicò ciò che aveva imparato in ambito accademico per gestire sia gli hedge fund che gli asset long-only.
Nel 1998, Asness, David Kabiller, Krail e Liew lasciarono Goldman Sachs per fondare AQR.
AQR è stato tra i primi gestori di hedge fund a registrarsi volontariamente alla sua fondazione presso la Securities and Exchange Commission. Il primo prodotto della società è stato un hedge fund, anche se presto (2000) è entrato nella gestione di portafogli tradizionali. Nel 2001, AQR aveva quasi 750 milioni di dollari di asset in gestione. Nel 2004, AQR aveva 12 miliardi di dollari di asset in gestione. La società ha aperto il suo primo ufficio internazionale in Australia nel 2005.
Nel 2009, AQR è diventato uno dei primi gestori di investimenti ad offrire fondi comuni di investimento alternativi. Nel 2011, la società ha aperto un ufficio nel Regno Unito.
Nel terzo trimestre del 2019, la società aveva 185 miliardi di dollari di asset in gestione. Dopo che l'utile annuale di AQR è crollato del 34% nel 2018, la società di gestione ha annunciato tagli di posti di lavoro nel gennaio 2019. Alla fine del 2023 l'asset in gestione era sceso a 99 miliardi di dollari.

## Strategie d'investimento
AQR impiega un "approccio sistematico e coerente" basato sulla ricerca per la costruzione del portafoglio.  Questo approccio disciplinato di identificazione di fonti di rendimento ripetibili a lungo termine significa "avere un'elevata convinzione nel processo, ma non un'elevata convinzione in un titolo particolare". La società è una forte sostenitrice della diversificazione all'interno dei portafogli, nonché dell'aggiunta di strategie con bassa correlazione alle classi di attività tradizionali come complemento ai portafogli esistenti.
AQR è stato uno dei primi ad adottare lo stile, o fattore, di investimento date le radici accademiche della strategia. Sebbene i quattro stili — valore, momentum, difensivo e carry - siano ben noti e utilizzati negli investimenti quantitativi da decenni, AQR ha a lungo sostenuto l'utilizzo di questi stili insieme, citando le loro qualità di diversificazione.
AQR è forse meglio conosciuta per le sue strategie di investimento alternative, che mirano a offrire una bassa correlazione ai portafogli tradizionali dominati dalle azioni. AQR è stato uno dei primi gestori di investimenti a offrire una strategia di parità di rischio, che mira a bilanciare le allocazioni in base al rischio sottostante piuttosto che alle classi di attività. La società offre anche future gestiti, una strategia di trend-following che è "non correlata con altre classi di attività" e supportata da oltre un secolo di prove accademiche.
AQR è stata una delle prime società di gestione degli investimenti ad offrire fondi comuni di investimento alternativi, lanciando la sua famiglia di fondi comuni di investimento nel 2009.   Le strategie alternative liquide della società sono state un “leader di categoria” nella classifica di Morningstar per il 2015.